# MTV France
MTV France ist die französische Version des Musiksenders MTV. Der Kanal ging am 7. Juli 2000 auf Sendung.

## Geschichte
Zum Start war MTV Europe in Frankreich verfügbar. Im Juni 2000 ersetzte MTV Networks Europe MTV Europe durch MTVF in Frankreich und anderen französischsprachigen Gebieten. 2005 baute MTV Networks Europe die Marke MTV in Frankreich mit der Einführung von MTV Pulse und MTV Idol weiter aus. Andere MTV-Kanäle sind ebenfalls verfügbar, darunter die paneuropäischen Versionen von MTV Rocks, MTV Hits, VH1 Europe, MTV Base.
Im Dezember 2007 brachte MTV Networks France, eine Tochtergesellschaft von MTV Networks Europe, eine französischsprachige Version von MTV Base auf den Markt. Im November 2008 startete MTVNHD in Frankreich. Im Januar 2011 führte MTV Networks France Dienste im Zusammenhang mit MTV, MTV Base, Nickelodeon und Game One zur Verwendung auf vernetzten Fernsehgeräten von Philips ein. Jeder Kanal bietet Zugang zu kostenlosen Videoinhalten, Nachrichten und Trailern der Marken MTV, MTV Base, MTV Pulse, MTV Idol, Game One, Game One Music HD, Nickelodeon und Nickelodeon Junior.
Im März 2016 wurde MTV +1 durch Nickelodeon +1 ersetzt.